# Grammisgalan 2019
Grammisgalan 2019 hölls 7 februari 2019 på Grand Hôtel i Stockholm. Under galan utsågs 2018 års bästa musikaliska insatser i 21 olika kategorier.

## Priser
Kategorierna detta år är:

### Årets album
Vinnare blev Seinabo Sey – I’m a Dream
Övriga nominerade var:
- Little Jinder – Hejdå
- Lykke Li – So Sad So Sexy
- Robyn – Honey
- Z.E – Min penna blöder

### Årets alternativa pop
Vinnare blev Sarah Klang – Love in The Milky Way
Övriga nominerade var:
- El Perro del Mar – We Are History
- First Aid Kit – Ruins
- Little Jinder – Hejdå
- Lykke Li – So Sad So Sexy

### Årets artist
Vinnare blev Z.E
Övriga nominerade var:
- Cherrie
- Hov1
- Robyn
- Seinabo Sey

### Årets barnalbum
Vinnare blev Gullan Bornemark – Mina egna favoriter
Övriga nominerade var:
- Barnkammarboken – Det bästa ur – Den silvriga barnkammarboken
- Nils Berg & Kalle Carmback med vänner – I en stad
- Räkna Kråkor – Andra sommaren
- Tetra – Lullabies From Around the World

### Årets dansband
Vinnare blev Blender – Gambla litegrann
Övriga nominerade var:
- Casanovas – Vi lever här och nu
- Larz-Kristerz – Det går bra nu
- Lasse Stefanz – Forever
- Sannex – Crossroads

### Årets elektro/dans
Vinnare blev Neneh Cherry – Broken Politics
Övriga nominerade var:
- Bella Boo – Fire
- Quiltland – Polarity
- Shakarchi & Stranéus – Steal Chickens From Men And The Future From God
- Tungevaag & Raaban – All For Love, Bad Boy, Hey Baby

### Årets folkmusik
Vinnare blev Per Gudmundson & Bengan Janson – Hjeltamôs
Övriga nominerade var:
- Hazelius Hedin – Jorland
- Lena Jonsson – Places
- Sara Ajnnak – Gulldalit – Can You Hear Me
- Åkervinda – Förgänglighet

### Årets hiphop
Vinnare blev Jireel – 18
Övriga nominerade var:
- Fricky – Aqua Aura
- Imenella – Chagga, Moves Remix
- Ozz6y – Ett öga rött
- Stor – Stockholm står kvar, Purple Haze, Säga mig ft Jireel

### Årets hårdrock/metal
Vinnare blev Tribulation – Down Below
Övriga nominerade var:
- At the Gates – To Drink From The Night Itself
- Ghost – Prequelle
- Hardcore Superstar – You Can’t Kill My Rock’n Roll
- The Night Flight Orchestra – Sometimes The World Ain’t Enough

### Årets jazz
Vinnare blev Amanda Ginsburg – Jag har funderat på en sak
Övriga nominerade var:
- Bo Sundström – Mitt dumma jag – Svensk jazz
- Bobo Stenson Trio – Contra La Indecisión
- Georg Riedel – Secret Song
- Johan Lindström Septett – Music For Empty Halls

### Årets klassiska
Vinnare blev Zilliacus/Raitinen/Forsberg – Amanda Maier: Volume 3
Övriga nominerade var:
- Eric Ericsons Kammarkör/Marinens musikkår/Fredrik Malmberg/Sveriges Radios Symfoniorkester/Radiokören & Andrew Manze – Nocturnal Singing
- Göteborgs Symfoniorkester – Torbjörn Iwan Lundquist, Symfonier 3 och 4
- The Nordic Baroque Band – The Nordic Baroque Band
- Västerås Sinfonietta/Ollikainen/Sturfält/Takács-Nagy – Anders Nilsson: Orchestral Works

### Årets kompositör
Vinnare blev Ludwig Göransson – Childish Gambino m.fl.
Övriga nominerade var:
- Jeff Roman – 18
- Little Jinder – Hejdå
- Lykke Li – So Sad So Sexy
- Robyn – Honey

### Årets låt
Vinnare blev Robyn – Missing U
Övriga nominerade var:
- Benjamin Ingrosso – Dance You Off
- First Aid Kit – Fireworks
- Fricky – Aqua Aura
- Zara Larsson – Ruin My Life

### Årets musikvideo
Vinnare blev Gustaf Holtenäs – Jenny Wilson – Rapin*
Övriga nominerade var:
- Cobrah/Erik Hellmouth – Cobrah – Idfka
- Joanna Nordahl – Tove Styrke – Sway
- Sheila Johansson – Seinabo Sey – I Owe You Nothing
- Simon Jung – Viagra Boys – Sports

### Årets nykomling
Vinnare blev Imenella – Chagga, Moves Remix
Övriga nominerade var:
- Fricky – Aqua Aura
- Grant – In Bloom
- Junior Brielle – Blod + (VM 94 & Love)
- Ozz6y – Ett öga rött

### Årets pop
Vinnare blev Robyn – Honey
Övriga nominerade var:
- Amr Badr – Cherrie – Araweelo
- Jenny Wilson – Exorcism
- Joakim Åhlund – Avantgardet, Les Big Byrd
- Ludwig Göransson – Childish Gambino, Black Panther

### Årets producent
Vinnare blev Simon Superti – Adel, Dani M
Övriga nominerade var:
- Cherrie – Araweelo
- Molly Sandén – Större
- Seinabo Sey – I’m A Dream
- Tove Styrke – Sway

### Årets rock
Vinnare blev Hurula – Oss är allt
Övriga nominerade var:
- Avantgardet – Alla känner apan
- Imperial State Electric – Anywhere Loud
- Les Big Byrd – Iran Iraq IKEA
- Viagra Boys – Street Worms

### Årets textförfattare
Vinnare blev Seinabo Sey – I’m a Dream
Övriga nominerade var:
- Ozz6y – Ett öga rött
- Jenny Wilson – Exorcism
- Markus Krunegård – I huvet på en idiot, i en bar, på en ö, i ett hav...
- Z.E – Min penna blöder

### Årets visa/singer-songwriter
Vinnare blev Slowgold – Mörkare
Övriga nominerade var:
- Christian Kjellvander – Wild Hxmans
- Eagle-Eye Cherry – Streets Of You
- Lisa Ekdahl – More Of The Good
- Sven-Bertil Taube – Så länge skutan kan gå vol. 2

### Årets hederspris
Vinnare blev Avicii